# Scaptodrosophila medleri
Scaptodrosophila medleri är en tvåvingeart som först beskrevs av Tsacas och Chassagnard 1976.  Scaptodrosophila medleri ingår i släktet Scaptodrosophila och familjen daggflugor.
Artens utbredningsområde är Nigeria. Inga underarter finns listade i Catalogue of Life.